# Marschall Ferenc
Marschall Ferenc (Temesvár, 1887. október 2. – Budapest, 1970. január 23.) magyar jogász, újságíró, szerkesztő, agrárpolitikus, 1938-ban a Darányi-kormány földművelésügyi minisztere.

## Élete
Középiskolai tanulmányait a temesvári piarista gimnáziumban, jogi tanulmányait a budapesti tudományegyetemen végezte, majd Németországban mezőgazdasági tanulmányokat folytatott. 18 éves korában alapító tagja volt a magyar falu intézményes felkarolását szorgalmazó Országos Széchenyi Szövetségnek, melynek később elnöke lett. 1905-től 1907-ig a Magyar Állam című konzervatív, katolikus napilap politikai rovatvezetője volt, valamint dolgozott a Szövetkezés és a Magyar Gazdák Szemléje című lapnál is.
1909-től 1911-ig a Magyar Gazdaszövetség szövetkezeti szervezésért felelős munkatársa volt, majd Serényi Béla miniszter hívására a földművelésügyi minisztérium termelés- és vámpolitikával foglalkozó tisztviselője lett. Az első világháború alatt a szerb és orosz harctereken teljesített frontszolgálatot. A Berinkey-kormány idején a bécsi Központi Leszerelési Bizottság mezőgazdasági előadója volt, majd a Tanácsköztársaság bukását követően egy éven át Rubinek Gyula földművelésügyi miniszter elnöki tanácsosaként dolgozott, ezután a Faluszövetség igazgatója és a Falu című havilap felelős szerkesztője lett. 1923 és 1934 között az Országos Mezőgazdasági Kamara igazgatóhelyettese, 1928-tól 1944-ig a Mezőgazdasági Közlöny felelős szerkesztője volt.
1922-től 1939-ig a jánoshalmai kerület nemzetgyűlési, majd országgyűlési képviselője volt a kormányzó Egységes Párt színeiben. Hosszú ideig a földművelésügyi minisztérium költségvetési előadója volt, és pártja agrárblokkját is vezette. 1934 júliusában a földművelésügyi minisztérium politikai államtitkára lett. 1938 márciusában, a Darányi-kormány jelentős átalakításakor földművelésügyi miniszter lett, a tárcát két hónapig, az Imrédy-kormány hivatalba lépéséig vezette. Nevéhez fűződik a gazdatisztek és a mezőgazdasági munkások öregségi biztosítási rendszerének kidolgozása és a mezőgazdasági érdekképviseleti törvény reformja. 
1939-ben visszavonult a politikai élettől, és Magyar Gazdaságkutató Intézet elnöki tanácsának tagja, majd 1943-tól az Első Budapesti Gőzmalom Rt. ügyvezető elnöke volt. 1970-ben hunyt el Budapesten.